# 喬治·惠普爾
喬治·惠普爾（英語：George Hoyt Whipple，1878年8月28日—1976年2月1日），美國醫學家。毕业于安多佛菲利普斯学院。由於發現了治療貧血的「肝臟療法」，而與喬治·邁諾特及威廉·莫菲共同獲得1934年的諾貝爾生理學或醫學獎。

## 外部連結
- National Academy of Sciences biography（页面存档备份，存于）
- Nobel biography（页面存档备份，存于）
- Other biography（页面存档备份，存于）